# Achtung Baby
Achtung Baby is het zevende studioalbum van de Ierse rockband U2, dat uitkwam op 19 november 1991. 
De uiteindelijke cd-versie kwam uit in een digi-pack. Het album kwam ook uit op DCC.

## Tracklist
1. Zoo Station - 4:36
2. Even Better Than the Real Thing - 3:41
3. One - 4:36
4. Until the End of the World - 4:39
5. Who's Gonna Ride Your Wild Horses - 5:16
6. So Cruel - 5:49
7. The Fly - 4:29
8. Mysterious Ways - 4:04
9. Tryin' to Throw Your Arms Around the World - 3:53
10. Ultraviolet (Light My Way) - 5:31
11. Acrobat - 4:30
12. Love Is Blindness - 4:23

## Bezetting
- Bono - zang, gitaar
- The Edge - gitaar, keyboard, zang
- Adam Clayton - basgitaar, gitaar
- Larry Mullen jr. - drums

Andere artiesten die meewerkten aan het album:
- Daniel Lanois - gitaar

## Hitnoteringen

### NederlandseAlbum Top 100
| Hitnotering: (Week 1 t/m 46) 07-12-1991 t/m 17-10-1992 Hitnotering: (Week 47 t/m 53) 05-11-2011 t/m 17-12-2011 Hitnotering: (Week 54 t/m 56) 31-12-2011 t/m 14-01-2012 | Hitnotering: (Week 1 t/m 46) 07-12-1991 t/m 17-10-1992 Hitnotering: (Week 47 t/m 53) 05-11-2011 t/m 17-12-2011 Hitnotering: (Week 54 t/m 56) 31-12-2011 t/m 14-01-2012 | Hitnotering: (Week 1 t/m 46) 07-12-1991 t/m 17-10-1992 Hitnotering: (Week 47 t/m 53) 05-11-2011 t/m 17-12-2011 Hitnotering: (Week 54 t/m 56) 31-12-2011 t/m 14-01-2012 | Hitnotering: (Week 1 t/m 46) 07-12-1991 t/m 17-10-1992 Hitnotering: (Week 47 t/m 53) 05-11-2011 t/m 17-12-2011 Hitnotering: (Week 54 t/m 56) 31-12-2011 t/m 14-01-2012 | Hitnotering: (Week 1 t/m 46) 07-12-1991 t/m 17-10-1992 Hitnotering: (Week 47 t/m 53) 05-11-2011 t/m 17-12-2011 Hitnotering: (Week 54 t/m 56) 31-12-2011 t/m 14-01-2012 | Hitnotering: (Week 1 t/m 46) 07-12-1991 t/m 17-10-1992 Hitnotering: (Week 47 t/m 53) 05-11-2011 t/m 17-12-2011 Hitnotering: (Week 54 t/m 56) 31-12-2011 t/m 14-01-2012 | Hitnotering: (Week 1 t/m 46) 07-12-1991 t/m 17-10-1992 Hitnotering: (Week 47 t/m 53) 05-11-2011 t/m 17-12-2011 Hitnotering: (Week 54 t/m 56) 31-12-2011 t/m 14-01-2012 | Hitnotering: (Week 1 t/m 46) 07-12-1991 t/m 17-10-1992 Hitnotering: (Week 47 t/m 53) 05-11-2011 t/m 17-12-2011 Hitnotering: (Week 54 t/m 56) 31-12-2011 t/m 14-01-2012 | Hitnotering: (Week 1 t/m 46) 07-12-1991 t/m 17-10-1992 Hitnotering: (Week 47 t/m 53) 05-11-2011 t/m 17-12-2011 Hitnotering: (Week 54 t/m 56) 31-12-2011 t/m 14-01-2012 | Hitnotering: (Week 1 t/m 46) 07-12-1991 t/m 17-10-1992 Hitnotering: (Week 47 t/m 53) 05-11-2011 t/m 17-12-2011 Hitnotering: (Week 54 t/m 56) 31-12-2011 t/m 14-01-2012 | Hitnotering: (Week 1 t/m 46) 07-12-1991 t/m 17-10-1992 Hitnotering: (Week 47 t/m 53) 05-11-2011 t/m 17-12-2011 Hitnotering: (Week 54 t/m 56) 31-12-2011 t/m 14-01-2012 | Hitnotering: (Week 1 t/m 46) 07-12-1991 t/m 17-10-1992 Hitnotering: (Week 47 t/m 53) 05-11-2011 t/m 17-12-2011 Hitnotering: (Week 54 t/m 56) 31-12-2011 t/m 14-01-2012 | Hitnotering: (Week 1 t/m 46) 07-12-1991 t/m 17-10-1992 Hitnotering: (Week 47 t/m 53) 05-11-2011 t/m 17-12-2011 Hitnotering: (Week 54 t/m 56) 31-12-2011 t/m 14-01-2012 | Hitnotering: (Week 1 t/m 46) 07-12-1991 t/m 17-10-1992 Hitnotering: (Week 47 t/m 53) 05-11-2011 t/m 17-12-2011 Hitnotering: (Week 54 t/m 56) 31-12-2011 t/m 14-01-2012 | Hitnotering: (Week 1 t/m 46) 07-12-1991 t/m 17-10-1992 Hitnotering: (Week 47 t/m 53) 05-11-2011 t/m 17-12-2011 Hitnotering: (Week 54 t/m 56) 31-12-2011 t/m 14-01-2012 | Hitnotering: (Week 1 t/m 46) 07-12-1991 t/m 17-10-1992 Hitnotering: (Week 47 t/m 53) 05-11-2011 t/m 17-12-2011 Hitnotering: (Week 54 t/m 56) 31-12-2011 t/m 14-01-2012 | Hitnotering: (Week 1 t/m 46) 07-12-1991 t/m 17-10-1992 Hitnotering: (Week 47 t/m 53) 05-11-2011 t/m 17-12-2011 Hitnotering: (Week 54 t/m 56) 31-12-2011 t/m 14-01-2012 | Hitnotering: (Week 1 t/m 46) 07-12-1991 t/m 17-10-1992 Hitnotering: (Week 47 t/m 53) 05-11-2011 t/m 17-12-2011 Hitnotering: (Week 54 t/m 56) 31-12-2011 t/m 14-01-2012 | Hitnotering: (Week 1 t/m 46) 07-12-1991 t/m 17-10-1992 Hitnotering: (Week 47 t/m 53) 05-11-2011 t/m 17-12-2011 Hitnotering: (Week 54 t/m 56) 31-12-2011 t/m 14-01-2012 | Hitnotering: (Week 1 t/m 46) 07-12-1991 t/m 17-10-1992 Hitnotering: (Week 47 t/m 53) 05-11-2011 t/m 17-12-2011 Hitnotering: (Week 54 t/m 56) 31-12-2011 t/m 14-01-2012 | Hitnotering: (Week 1 t/m 46) 07-12-1991 t/m 17-10-1992 Hitnotering: (Week 47 t/m 53) 05-11-2011 t/m 17-12-2011 Hitnotering: (Week 54 t/m 56) 31-12-2011 t/m 14-01-2012 |
| Week: | 1 | 2 | 3 | 4 | 5 | 6 | 7 | 8 | 9 | 10 | 11 | 12 | 13 | 14 | 15 | 16 | 17 | 18 | 19 | 20 |
| --- | --- | --- | --- | --- | --- | --- | --- | --- | --- | --- | --- | --- | --- | --- | --- | --- | --- | --- | --- | --- |
| Positie: | 6 | 1 | 2 | 4 | 4 | 4 | 6 | 7 | 9 | 14 | 15 | 24 | 32 | 36 | 33 | 31 | 37 | 37 | 37 | 52 |
| Week: | 21 | 22 | 23 | 24 | 25 | 26 | 27 | 28 | 29 | 30 | 31 | 32 | 33 | 34 | 35 | 36 | 37 | 38 | 39 | 40 |
| Positie: | 59 | 74 | 74 | 82 | 77 | 70 | 63 | 54 | 53 | 52 | 63 | 57 | 55 | 54 | 72 | 73 | 77 | 79 | 83 | 88 |
| Week: | 41 | 42 | 43 | 44 | 45 | 46 | | 47 | 48 | 49 | 50 | 51 | 52 | 53 | | 54 | 55 | 56 | | |
| Positie: | 89 | 96 | 93 | 84 | 100 | 94 | uit | 8 | 29 | 40 | 58 | 67 | 80 | 89 | uit | 98 | 66 | 72 | uit | |

### VlaamseUltratop 100Albums
In de Vlaamse Ultratop 100 Albumlijst werden de noteringen van het originele album uit 1991 en de "20th Anniversary deluxe edition" uit 2011 niet bij elkaar opgeteld.

#### Achtung Baby
| Hitnotering: 19-07-1997 t/m 16-08-1997 | Hitnotering: 19-07-1997 t/m 16-08-1997 | Hitnotering: 19-07-1997 t/m 16-08-1997 | Hitnotering: 19-07-1997 t/m 16-08-1997 | Hitnotering: 19-07-1997 t/m 16-08-1997 | Hitnotering: 19-07-1997 t/m 16-08-1997 | Hitnotering: 19-07-1997 t/m 16-08-1997 |
| Week:                                  | 1                                      | 2                                      | 3                                      | 4                                      | 5                                      |                                        |
| -------------------------------------- | -------------------------------------- | -------------------------------------- | -------------------------------------- | -------------------------------------- | -------------------------------------- | -------------------------------------- |
| Positie:                               | 49                                     | 36                                     | 39                                     | 31                                     | 35                                     | uit                                    |

#### Achtung baby - 20th anniversary deluxe edition
| Hitnotering: 05-11-2011 t/m 03-12-2011 | Hitnotering: 05-11-2011 t/m 03-12-2011 | Hitnotering: 05-11-2011 t/m 03-12-2011 | Hitnotering: 05-11-2011 t/m 03-12-2011 | Hitnotering: 05-11-2011 t/m 03-12-2011 | Hitnotering: 05-11-2011 t/m 03-12-2011 | Hitnotering: 05-11-2011 t/m 03-12-2011 |
| Week:                                  | 1                                      | 2                                      | 3                                      | 4                                      | 5                                      |                                        |
| -------------------------------------- | -------------------------------------- | -------------------------------------- | -------------------------------------- | -------------------------------------- | -------------------------------------- | -------------------------------------- |
| Positie:                               | 42                                     | 33                                     | 51                                     | 64                                     | 90                                     | uit                                    |

Bono · The Edge · Adam Clayton · Larry Mullen jr.